# Дампјер о Тампл
Дампјер о Тампл (фр. Dampierre-au-Temple) насеље је и општина у североисточној Француској у региону Шампањ-Арден, у департману Марна која припада префектури Шалонс ан Шампањ.
По подацима из 2011. године у општини је живело 264 становника, а густина насељености је износила 25,73 становника/km². Општина се простире на површини од 10,26 km². Налази се на средњој надморској висини од 123 метара.

## Демографија
| 1962. | 1968. | 1975. | 1982. | 1990. | 1999. | 2011. |
| ----- | ----- | ----- | ----- | ----- | ----- | ----- |
| 105   | 112   | 116   | 155   | 209   | 238   | 264   |

График промене броја становника у току последњих година